# 国際ボッチャ競技連盟
国際ボッチャ競技連盟（こくさいボッチャきょうぎれんめい、Boccia International Sports Federation: BISFed）は、スポーツ競技のひとつボッチャを国際的に統括する国際競技連盟である。ボッチャは障害者スポーツの一つ。
国際脳性麻痺者スポーツ・レクリエーション協会（略称: CPISRA）から分離し、
2013年1月1日に正式に発足。本部はイギリス・セント・オールバンズ。